# Lin Yang-kang

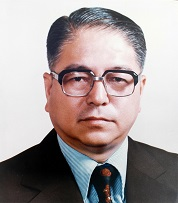
Lin Yang-kang

Lin Yang-kang (chiń. 林洋港; pinyin Lín Yánggǎng; ur. 10 czerwca 1927, zm. 13 kwietnia 2013) – polityk tajwański.
Wieloletni członek Kuomintangu. W latach 1967–1972 szef władz wykonawczych powiatu Nantou, następnie 1976-1978 burmistrz Tajpej i 1978-1981 gubernator prowincji Tajwan. W latach 1981–1984 pełnił urząd ministra spraw wewnętrznych, 1984-1987 wicepremiera, a od 1987 do 1994 roku był przewodniczącym Yuanu Sądowniczego.
W 1990 roku był kontrkandydatem Lee Teng-huia podczas dokonanego przez Zgromadzenie Narodowe wyboru prezydenta. Krytykując prezydencką politykę i opowiadając się za zacieśnieniem relacji z Chinami kontynentalnymi, w 1995 roku wystąpił z Kuomintangu i rok później, podczas pierwszych w historii Republiki Chińskiej bezpośrednich wyborów prezydenckich, wystartował jako kandydat niezależny, zdobywając 14,9% głosów.
Po przegranych wyborach prezydenckich wycofał się z czynnego życia politycznego. W 2005 roku ponownie wstąpił do Kuomintangu.